# Tartarus mullamullangensis
Tartarus mullamullangensis är en spindelart som beskrevs av Gray 1973. Tartarus mullamullangensis ingår i släktet Tartarus och familjen Stiphidiidae.
Artens utbredningsområde är Western Australia. Inga underarter finns listade i Catalogue of Life.